# Drukwisseladsorptie

Principeschema

Drukwisseladsorptie is een regeneratieve scheidingstechniek om gasstromen te zuiveren door middel van adsorptie van de onzuiverheden op een vast materiaal of adsorbent. Het type alsook de concentratie van de onzuiverheden in de gasstroom bepalen het type adsorbent (e.g. actieve kool, zeolieten).  Verschillende onzuiverheden kunnen tegelijkertijd uit de te zuiveren gasstroom worden geadsorbeerd door meerdere types adsorbent (of moleculaire zeven) in verschillende lagen op elkaar te plaatsen.  Elke laag is dan aangebracht met het oog op het specifiek verwijderen van een welbepaalde onzuiverheid uit de gasstroom.
Adsorptie in een drukwisseladsorptieproces vindt plaats bij lage (atmosferische) temperatuur en hoge druk in tegenstelling tot cryogene scheidingsmethoden van gassen. De regeneratie van het adsorbent vindt plaats bij lage druk en temperatuur.
In essentie is het adsorptieprocess een batchproces, dat in industriële toepassingen continu is gemaakt door verschillende vaten, met de benodigde adsorbentlagen voor de zuivering van het gas, in parallel te plaatsen.  Dit maakt het mogelijk dat meerdere vaten tegelijkertijd in de adsorptiemodus zijn terwijl de resterende vaten in de regeneratiemodus zijn. Door tijdens de regeneratie, een drukegalisatie uit te voeren tussen een vat op hoge druk enerzijds en een vat op lage druk anderzijds, worden de verliezen van de gewenste componenten in de zuivere productstroom beperkt. Hoe meer egalisaties kunnen worden uitgevoerd, des te kleiner zullen de verliezen zijn.

## Toepassingen
Een typisch voorbeeld van een toepassing van drukwisseladsorptie is de zuivering van synthesegas voor waterstofproductie. Hierbij worden onzuiverheden zoals koolstofmonoxide (CO), koolstofdioxide (CO2) en stikstof (N2) uit het synthesegas verwijderd om een zuivere stroom waterstof (H2) te produceren. Het proces maakt het mogelijk om H2-zuiverheden van 99,99% op molaire basis te halen, waarbij tot 90% (molaire  basis) van de waterstof in de voedingsgasstroom wordt gerecupereerd in de productstroom.
Andere bekende toepassingen zijn:
- Winnen van stikstof (N2), zuurstof (O2) en argon (Ar) uit lucht
- Winnen van helium (He) uit aardgas